# Piotr Anochin
Piotr Fiodorowicz Anochin (ros. Пётр Фёдорович Ано́хин, ur. 3 czerwca 1891 w Pietrozawodsku, zm. 10 maja 1922 k. Czyty) – rosyjski rewolucjonista, bolszewik.
W 1908 wstąpił do SDPRR, był aresztowany, w czerwcu 1917 został przewodniczącym Pietrozawodskiej Organizacji SDPRR(b). Od kwietnia do czerwca 1918 i ponownie od 16 lipca 1918 do maja 1921 był przewodniczącym Komitetu Wykonawczego Ołonieckiej Rady Gubernialnej, jednocześnie od lutego do maja 1919 i ponownie do 25 maja 1920 przewodniczącym Ołonieckiego Gubernialnego Komitetu Rewolucyjnego, a od 1921 do 10 maja 1922 sekretarzem Dalekowschodniego Biura KC RKP(b). Zginął k. Czyty.